# Plagodis rufescens
Plagodis rufescens là một loài bướm đêm trong họ Geometridae.